# Rovos Air
Rovos Air — южноафриканская авиакомпания со штаб-квартирой в Претории (ЮАР), работающая на рынке чартерных туристических авиаперевозок между Преторией и водопадом Виктория.

## Общие сведения
Авиакомпания Rovos Air была основана в 2002 году владельцем железнодорожной компании Rovos Rail Роханом Восом, которому, в частности, принадлежит знаменитый суперкомфортабельный поезд Pride of Africa.
Флот перевозчика представляет собой ретро-самолёты с роскошными пассажирскими салонами, интерьер которых вполне сочетается с роскошью фирменного поезда «Pride of Africa».

## Флот
По состоянию на 29 ноября 2009 года воздушный флот авиакомпании Rovos Air состоял из следующих самолётов:
- 2 Convair CV-440 Metropolitan
- 1 Douglas DC-4 Skymaster
- 1 Douglas DC-3 Dakota